# Abraham Steck
Abraham Steck (1726 - 1807) fue un médico, y botánico suizo.

## Algunas publicaciones

### Libros
- 1757. Dissertatio inauguralis medica de Sagu. Ed. Typis Johannis Henrici Heitzii. 44 pp.

- La abreviatura «Steck» se emplea para indicar a Abraham Steck como autoridad en la descripción y clasificación científica de los vegetales.[2]